# Ford Focus FCV Hybrid
Der Focus FCV Hybrid ist ein Brennstoffzellenfahrzeug der Ford Motor Company mit einer Brennstoffzelle von Ballard Power Systems und einem Nickel-Metallhydrid-Akku. Er basiert auf dem Ford Focus der ersten Bauserie in der amerikanischen Ausführung.
Die Brennstoffzelle ist die gleiche wie im Mercedes-Benz F-Cell. Der Elektromotor leistet 68 kW und die Nickel-Metallhydrid-Batterie dient zur Bremsenergierückgewinnung und für Leistungsspitzen.
Der Wasserstoffdrucktank mit 178 l Volumen und 350 bar Druck  erlaubt eine Reichweite von 320 km.
Von diesem Fahrzeug wurden mehrere Exemplare an unterschiedliche Versuchsregionen verleast. In Deutschland werden drei Fahrzeuge bei der Clean Energy Partnership in Berlin durch Hermes und die BVG eingesetzt.
Weitere Nutzer sind das Vancouver Fuel Cell Vehicle Program (VFCVP) (Ballard, BC Transit, BC Hydro, City of Vancouver) und in den USA verschiedene Organisationen im Rahmen der California Fuel Cell Partnership sowie in Florida und Michigan.
Der Autohersteller Ford gab am 24. Juni 2009 bekannt, dass die Arbeit an Brennstoffzellen eingestellt werden. Ford setzt lieber auf Batterien und Elektromotor.
Vorgängerfahrzeuge mit Brennstoffzelle hatten keinen Hybridantrieb und basierten auf dem P2000 sowie dem Focus. Ein Focus benutzte auch Methanol als Treibstoff.